# Грансі
Грансі (фр. Grancy) — громада  в Швейцарії в кантоні Во, округ Морж.

## Географія
Громада розташована на відстані близько 85 км на південний захід від Берна, 15 км на північний захід від Лозанни.
Грансі має площу 5,7 км², з яких на 4,8% дозволяється будівництво (житлове та будівництво доріг), 68,6% використовуються в сільськогосподарських цілях, 26,5% зайнято лісами, 0,2% не є продуктивними (річки, льодовики або гори).

## Демографія
2019 року в громаді мешкало 397 осіб (+4,7% порівняно з 2010 роком), іноземців було 15,9%. Густота населення становила 70 осіб/км².
За віковим діапазоном населення розподілялося таким чином: 25,7% — особи молодші 20 років, 59,7% — особи у віці 20—64 років, 14,6% — особи у віці 65 років та старші. Було 155 помешкань (у середньому 2,6 особи в помешканні).
Із загальної кількості 88 працюючих 17 було зайнятих в первинному секторі, 27 — в обробній промисловості, 44 — в галузі послуг.